# 索爾特斯普林斯鎮區 (堪薩斯州格林伍德縣)
索爾特斯普林斯鎮區（英語：Salt Springs Township）為美國堪薩斯州格林伍德縣轄下的鎮區。2010年美国人口普查中此鎮區人口有410人。

## 地理
索爾特斯普林斯鎮區涵蓋總面積為192.3平方（74.24平方英里），其中陸地面積為183.0平方（70.65平方英里），水域面積為9.3平方（3.59平方英里）或4.84%。海拔高度321（1,053英尺）。

## 人口統計
根據2010年美國人口普查，索爾特斯普林斯鎮區人口有410人，其中男性有212人，女性有198人，人口密度為每平方公里2.13人，住房計460戶。鎮區內的白人有395人，非裔美國人有0人，美洲原住民有2人，亞裔美國人有1人，太平洋島裔美國人有0人，其他種族有6人，混血種族則有6人。此外鎮區內有20人為西班牙裔或拉丁裔美國人。此鎮區之年齡中位數為51.8歲，而男性年齡中位數為51.6歲，女性年齡中位數為52.0歲。

## 交通

### 主要公路
- 400號美國國道